# Hotton
Hotton (en wallon Houton) est une commune francophone de Belgique située en Région wallonne dans la province de Luxembourg, ainsi qu’une localité où siège son administration.
Une attraction importante du village sont les grottes, situées à 30 km de celles de Han.

## Géographie

### Localisation
La commune est située dans le sud de la Belgique, au nord de la province de Luxembourg, sur l'axe de communication entre Marche-en-Famenne et Aywaille. Elle est située dans l'est de la Fagne-Famenne, le long de l'Ourthe. Cette dernière forme deux îles au centre de la commune.
Elle est distante de 8,5 km de Marche-en-Famenne, le chef-lieu de l'arrondissement homonyme ; de 70 km d'Arlon, le chef-lieu de la province ; de 46,5 km de Namur, la capitale de la région et de 100 km de Bruxelles, la capitale de la Belgique.
Hotton se trouve à 210 km de la mer du Nord (Ostende) ; à 65 km des Pays-Bas (Maastricht) ; à 65 km de l'Allemagne (Montjoie) ; à 40 km de Luxembourg (Wincrange) et à 45 km de la France (Givet).
Avec une superficie de 5 732 hectares, Hotton est moins étendue que ses communes voisines que sont Durbuy, Érezée, Rendeux, Marche-en-Famenne et Somme-Leuze mais davantage qu'Incourt qui a une population similaire.

#### Communes limitrophes
| Somme-Leuze (province de Namur) | Durbuy |         |
|                                 | Hotton | Érezée  |
| Marche-en-Famenne               |        | Rendeux |

### Géologie et relief
Dans le sud de la commune, on peut remarquer la faille de Marenne avec un dénivelé de quelque 216 mètres entre la hauteur de la faille et la vallée de l'Ourthe. Cette faille, comme celle de Lamsoul à Marche-en-Famenne, serait de type tardi-hercynienne et ferait partie de la famille de failles du Synclinorium de Dinant. Elle fait partie des formations givetiennes.
La faille tire son nom du village hottonais de Marenne qui se situe dans la Calestienne. C'est à cet endroit qu'une carrière fut mise en place pour l'exploitation des calcaires gréseux, fins à terriers, à lumachelles et coralliens dans la formation de Trois-Fontaines. Cette carrière comprend 26 mètres de calcaire stratifié avec des niveaux silteux et crinoïdiques ; des Conodontes y ont été découverts. Dans cette carrière, on découvre également des Stringocéphales, des Stromatopores et des Coraux.
La commue est traversée par un karst, par la faille et par sept formations que sont celles de Nismes, de Fromelennes, du Mont d'Haurs, des Terres d'Haurs, de Trois-Fontaines, de Hanonet et de Lomme.
La faille de Bourdon traverse quant à elle le nord de la commune.

### Sections de la commune
| # | Nom       | Superf. (km²) | Habitants (2020) | Habitants par km² | Code INS |
| - | --------- | ------------- | ---------------- | ----------------- | -------- |
| 1 | Hotton    | 26,70         | 3.352            | 126               | 83028A   |
| 2 | Hampteau  | 4,16          | 520              | 125               | 83028B   |
| 3 | Marenne   | 10,36         | 1.073            | 104               | 83028C   |
| 4 | Fronville | 15,80         | 688              | 44                | 83028D   |

### Autres villages
Bourdon, Deulin, Melreux, Ménil-Favay, Monteuville, Monville, Ny repris sur la liste des plus beaux villages de Wallonie et Werpin.

## Démographie

### Évolution démographique avant la fusion de 1977
- Source: DGS, 1831 à 1970=recensements population, 1976= habitants au 31 décembre

### Évolution démographique de la commune fusionnée
En tenant compte des anciennes communes entraînées dans la fusion de communes de 1977, on peut dresser l'évolution suivante:
Les chiffres des années 1831 à 1970 tiennent compte des chiffres des anciennes communes fusionnées.
- Source: DGS , de 1831 à 1981=recensements population; à partir de 1990 = nombre d'habitants chaque 1 janvier[2]

## Histoire

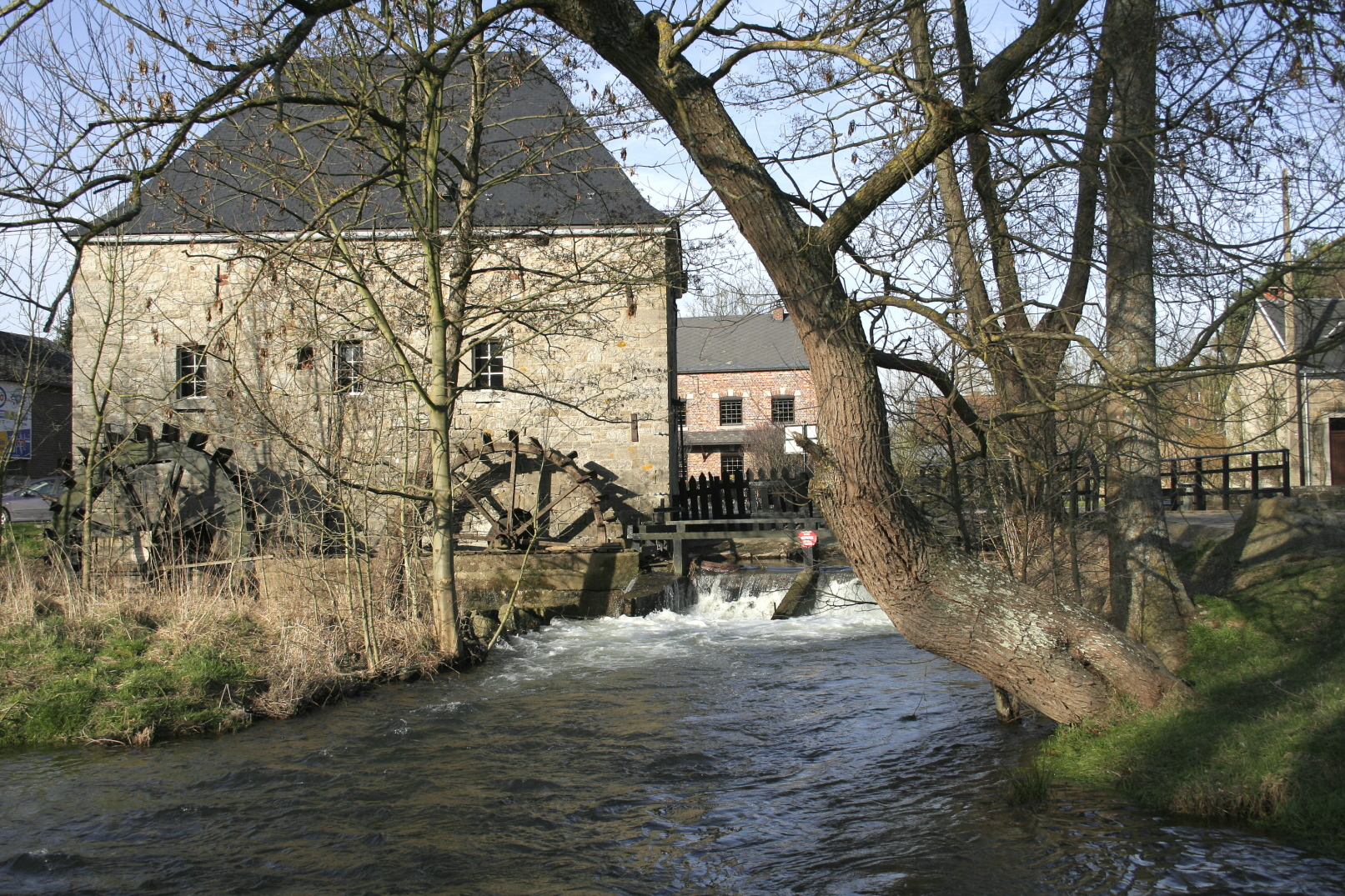
L'ancien moulin à eau Faber (1729) et l'Ourthe.

Hotton était déjà une commune à part entière avant la fusion des communes de 1977.
Au cours de la Seconde Guerre mondiale, le 11 mai 1940, lendemain du déclenchement de la campagne des 18 jours, Hotton est prise dans l'après-midi par les Allemands de la 5e Panzerdivision qui a pour objectif de traverser la Meuse au niveau de Dinant. Les Belges et les Français ont tenté à trois reprises de détruire le pont sur l'Ourthe pour ralentir l'avancée allemande, mais ses importantes structures métalliques, tombées dans la rivière peu profonde, resteront exploitables pour le franchissement.
En 1944, pendant la Bataille des Ardennes, les Allemands de la 116e Panzerdivision et de la 506e division de Volksgrenadiers atteignent la ville avant d'être repoussés par la 84e division d'infanterie américaine.
Le 9 mai 2006, Hotton est la ville d'arrivée de la 4e étape du Giro 2006.

## Héraldique
|  | La commune possède des armoiries. Blasonnement : De sinople au pont de quatre arches mouvant des flancs de l'écu posé entre deux trangles, le tout d'argent. - Délibération communale : 3 octobre 1991 - Arrêté de l'exécutif de la communauté : 18 décembre 1991 Source du blasonnement : Lieve Viaene-Awouters et Ernest Warlop, Armoiries communales en Belgique, Communes wallonnes, bruxelloises et germanophones, t. 1 : Communes wallonnes A-L, Bruxelles, Dexia, 2002. |

## Politique et administration

### Conseil et collège communal 2024-2030
Ci-dessous, le tableau des résultats des élections communales de 2024.
| Parti | Parti | Voix (2024) | Voix (2018) | % (2024) | % (2018) | +/-    | Sièges | +/- | Collège |
| ----- | ----- | ----------- | ----------- | -------- | -------- | ------ | ------ | --- | ------- |
|       | U.C.  | 1.034       | -           | 28,09%   | -        | 0.0 %  | 4 / 17 | 4.0 | Non     |
|       | E C   | 903         | -           | 24,53%   | -        | 0.0 %  | 4 / 17 | 4.0 | Non     |
|       | H12.O | 1.744       | 1.741       | 47,38%   | 46,55%   | 0.83 % | 9 / 17 | 1.0 | Oui     |
|       | E.C.  | -           | 1.071       | -        | 28,64%   | 0.0 %  | - / 17 | 5.0 | Non     |
|       | UC    | -           | 928         | -        | 24,81%   | 0.0 %  | - / 17 | 4.0 | Non     |
| Total | Total | 3 681       | 3 740       | 100 %    | 100 %    |        | 17     |     |         |

| Collège communal             |                    |            |
| ---------------------------- | ------------------ | ---------- |
| Bourgmestre                  | Philippe Courard   | PS - H12.O |
| 1er Échevine                 | Véronique Charneux | H12.O      |
| 2e Échevine                  | Caroline Plasman   | H12.O      |
| 3e Échevin                   | Thomas Degive      | PS - H12.O |
| 4e Échevin                   | Marc Breuskin      | H12.O      |
| Présidente du CPAS 2024-2027 | Françoise Jeanmart | PS - H12.O |
| Présidente du CPAS 2027-2030 | Marielle Remy      | PS - H12.O |

### Liste des bourgmestres depuis 1830
- Philippe Courard, bourgmestre en titre de 1994 à 2012, ministre wallon puis secrétaire d'état.
- Paul Lovinfosse, bourgmestre faisant fonction de 2000 à 2006.
- Françoise Jeanmart, bourgmestre faisant fonction depuis le 8 octobre 2006.
- Jacques Chaplier, depuis le 3 décembre 2012.
- Martine Schmit, depuis février 2022 jusque 02 décembre 2024.
- Philippe Courard, bourgmestre en titre depuis 02 décembre 2024 à aujourd'hui.

### Sécurité et secours
La commune fait partie de la zone de police Famenne-Ardenne pour les services de police, ainsi que de la zone de secours Luxembourg pour les services de pompiers. Le numéro d'appel unique pour ces services est le 112.

## Patrimoine et culture

### Patrimoine architectural
L'église Saint-Pierre de Melreux et le château de Deulin sont les deux constructions de la commune reprises sur la liste du patrimoine immobilier exceptionnel de la Wallonie.
Le moulin Faber.

### Culture
Entre 2008 et 2012, Hotton accueillit le festival de musique LaSemo sur l'île de l'Oneux, maintenant il se déroule à Enghien dans le Hainaut.

## Personnalités

### Autres personnalités
- Muriel Gerkens, née le 25 avril 1957 à Hotton, politicienne.
- Guillaume de Waha-Baillonville, né le 5 novembre 1615 à Hotton et décédé le 11 novembre 1690 à Liège.

### Personnage
Le 11 octobre 2008 a été inaugurée à Hotton une « place du Chat » en hommage au personnage de Philippe Geluck, avec une statue du Chat en bronze, utilisant l'énergie solaire pour faire fonctionner la fontaine.